# Ian Angus
Ian Angus é um ativista ecossocialista canadiano, apresentador de rádio de música blues e analista de telecomunicações.
É editor da revista Climate & Capitalism, colaborador frequente da Monthly Review e membro executivo fundador da Global Ecosocialist Network.
De 1994 a 2007, apresentou programas de música blues na CKLN-FM e CIUT-FM em Toronto. De 1997 a 2007, foi presidente do Painel de Indicação do Maple Blues Awards , o programa nacional de prémios de blues do Canadá.
De 1980 a 2007, foi presidente do Grupo Angus TeleManagement, empresa de consultoria e educação especializada em telecomunicações. Angus e o seu sócio Lis Angus co-editaram o jornal mensal Telemanagement e o boletim semanal Telecom Update. Em 2005 eles foram introduzidos no Hall da Fama das Telecomunicações do Canadá na categoria Defensores e Académicos.

## Publicações
- Autor de A Redder Shade of Green: Intersections of Science and Socialism[6] (Monthly Review Press, 2017)
- Autor de Facing the Anthropocene: Fossil Capitalism and the Crisis of the Earth System[7] (Monthly Review Press, 2016)
- Co-autor, com Simon Butler, Too Many People? Population, Immigration, and the Environmental Crisis [8](Haymarket Books, 2011)
- Editor de The Global Fight for Climate Justice: Anticapitalist Responses to Global Warming and Environmental Destruction (Resistance Books, 2009)
- Autor de Canadian Bolsheviks: The Early Years of the Communist Party of Canada [9](Vanguard Publications 1981; Second edition Trafford Publishing, 2004)